# Frunimio de Wamba
Frunimio de Wamba fue un religioso castellano, titular de la diócesis de Segovia.
Juan Eloy Díaz-Jiménez sostiene que es el inmediato antecesor de Ilderedo, y el primero tras ser restablecida la diócesis después de la invasión musulmana. Con el cargo de obispo de Segovia aparece como confirmante en la donación o testamento de Cixila, arzobispo de Toledo, redactado el 5 de noviembre del año 927, en el que también firman Alfonso IV de León, su mujer Onneca Sánchez de Pamplona, Ramiro de León, Oveco, obispo de Oviedo, Oveco Núñez, obispo de León, Natal, obispo de Lamego, Frunimio de León y Dulcidio, obispo de Zamora.